# Ignacy Suchodolski
Tomasz Ignacy Suchodolski herbu Janina – podczaszy lubelski w latach 1782–1792, podstoli lubelski w latach 1780–1784, cześnik lubelski w latach 1779–1780, łowczy lubelski w 1779 roku, wojski większy lubelski w 1779 roku, miecznik lubelski w latach 1775–1777, wojski mniejszy lubelski w latach 1771–1775, skarbnik lubelski w 1770 roku, konsyliarz województwa lubelskiego i ziemi łukowskiej w konfederacji targowickiej.
Marszałek sejmiku województwa lubelskiego w 1792 roku.